# Caymanöarna i olympiska sommarspelen 2004
Caymanöarna i olympiska sommarspelen 2004 bestod av 5 idrottare som blivit uttagna av Caymanöarnas olympiska kommitté.

## Friidrott
Herrar
Bana, maraton och gång
| Idrottare               | Gren      | Heat     | Heat      | Kvartsfinal | Kvartsfinal | Semifinal        | Semifinal        | Final            | Final            |
| Idrottare               | Gren      | Resultat | Placering | Resultat    | Placering   | Resultat         | Placering        | Resultat         | Placering        |
| ----------------------- | --------- | -------- | --------- | ----------- | ----------- | ---------------- | ---------------- | ---------------- | ---------------- |
| Kareem Streete-Thompson | 100 meter | 10.15    | 2 Q       | 10.24       | 5           | Gick inte vidare | Gick inte vidare | Gick inte vidare | Gick inte vidare |

Fältgrenar och tiokamp
| Idrottare               | Gren      | Kval     | Kval      | Final            | Final            |
| Idrottare               | Gren      | Resultat | Placering | Resultat         | Placering        |
| ----------------------- | --------- | -------- | --------- | ---------------- | ---------------- |
| Kareem Streete-Thompson | Längdhopp | 7.85     | 20        | Gick inte vidare | Gick inte vidare |

Damer
Bana, maraton och gång
| Idrottare           | Gren      | Heat     | Heat      | Kvartsfinal | Kvartsfinal | Semifinal | Semifinal | Final            | Final            |
| Idrottare           | Gren      | Resultat | Placering | Resultat    | Placering   | Resultat  | Placering | Resultat         | Placering        |
| ------------------- | --------- | -------- | --------- | ----------- | ----------- | --------- | --------- | ---------------- | ---------------- |
| Cydonie Mothersille | 200 meter | 22.40 NR | 1 Q       | 22.76       | 1 Q         | 22.76     | 5         | Gick inte vidare | Gick inte vidare |